# Туинсберг
Туинсберг (англ. Twinsburg) — город, расположенный в округе Саммит, штат Огайо.

## История
Первым поселенцем будущего Туинсберга считается 16-летний Итан Оллинг, который прибыл на место в 1817 году для межевания 400 акров земли, купленных его семьей у компании Connecticut Land Company. В 1819 году близнецы по фамилии Уилкокс из города Килингсворт, штат Коннектикут, приобрели 4 000 акров земли в этой же местности и, разделив её на небольшие участки, стали продавать по низким ценам, стремясь привлечь новых жителей. Позже Уилкоксы предложили выделить шесть акров бесплатно для создания площади и пожертвовать 20 долларов на постройку школы, если местные жители согласятся переименовать посёлок из Миллсвилла в Туинсберг (twins, в переводе с английского, означает близнецы). В 1957 году Туинсберг получил статус города.
В 2013 году Туинсберг занял 38-е место в списке лучших для жизни городов по версии журнала Time.
Город также известен тем, что с 1976 года здесь проводится ежегодный съезд близнецов. В 2015 году съезд посетили более 4 000 близнецов из разных стран мира.